# Cicurina placida
Cicurina placida là một loài nhện trong họ Dictynidae.
Loài này thuộc chi Cicurina. Cicurina placida được Richard C. Banks miêu tả năm 1892.